# برابرپا
برابرپا  نام یک سرده از شاخه طنابداران است.خود برابرپا شناخته شده ترین گونه این سرده می باشد و در کربنیفر دیرین یا گشتواره میسیسیپین می زیست این جانور شباهت چشمگیری به سمندر ها و قورباغه های امروزی داشت خوشبختانه از این جانور اطلاعات بسیار زیادی در دسترس است فسیل ها و سنگواره های زیادی از تمام مراحل زندگی جانور یافت شده است و نشان می دهد نوعی دگردیسی ابتدایی در این سرده رواج داشته همچنین دم پهن و کوتاه برابر پا به دم از دست رفته قورباغه ها در طی دگردیسی شباهت زیادی دارد و تکامل یک دگر دیسی را نشان می دهداین جانور که طولی تقربا برابر با یک شصت انگشت داشت مانند بقیه گونه های این سرده در مرداب های اب شیرین می زیست و زندگی اش را وابسته به اب می گذراند و اب پرده دار نبود و تولید مثل خود و بخشی از شکارش بدون اب امکان پذیر نبود این گونه در اواخر کربنیفر منقرض شد.